# Tanaostigmodes shrek
Tanaostigmodes shrek är en stekelart som beskrevs av Hardwick, Harper, Houghton, La Salle, La S 2005. Tanaostigmodes shrek ingår i släktet Tanaostigmodes och familjen Tanaostigmatidae. Inga underarter finns listade i Catalogue of Life.